# Santa Maria Mitjancera del Brull
La capella de Santa Maria Mitjancera és una obra del Brull (Osona) protegida com a Bé Cultural d'Interès Local.

## Descripció
Petita capella de planta quadrada amb teulada àrab d'una sola vessant. Té el campanar afegit a la part nord, en forma d'espadanya que puja damunt la petita sagristia adossada. Els seus murs són de pedra excepte el de llevant, o façana principal, que és de fusta. S'accedeix al seu interior per dues portes que es troben a llevant, quedant el petit altar a aquesta façana. La seva capacitat és reduïda. A la façana principal es pot veure un banc de pedra entre les dues úniques obertures. Al seu interior es venera una imatge de la Verge.

## Història
Hi ha poques notícies sobre la capelleta, ja que és de construcció recent, cap a 1960. Hom hi celebra un aplec anual. Forma una unitat juntament amb la casa que duu el mateix nom. Tan sols és oberta al culte quan la casa de recés és habitada. Pertany a la parròquia del Brull.
El projecte data del 20 d'octubre de 1960. La capella va ser beneïda el 22 d'agost de 1961 per Mn. Joan Colom, rector de Tona, i Mn. Narcís Casanovas i Pujol, el seu responsable actual.